# Parafia św. Urbana w Większycach
Parafia św. Urbana w Większycach – parafia rzymskokatolicka należąca do dekanatu Koźle diecezji opolskiej w metropolii katowickiej, która została erygowana 16 lipca 1981. Kościół parafialny pod wezwaniem Najświętszej Maryi Panny Matki Miłosierdzia zbudowany w latach 1983–1986 mieści się przy ulicy Hahna 1. 

## Proboszczowie
| Lista proboszczów parafii św. Urbana w Większycach |                    |
| Okres                                              | Proboszcz          |
| 1981–1987                                          | ks. Leon Kara      |
| 1987–2020                                          | ks. Krystian Glomb |
| 2020–                                              | ks. Piotr Adamów   |

## Historia parafii

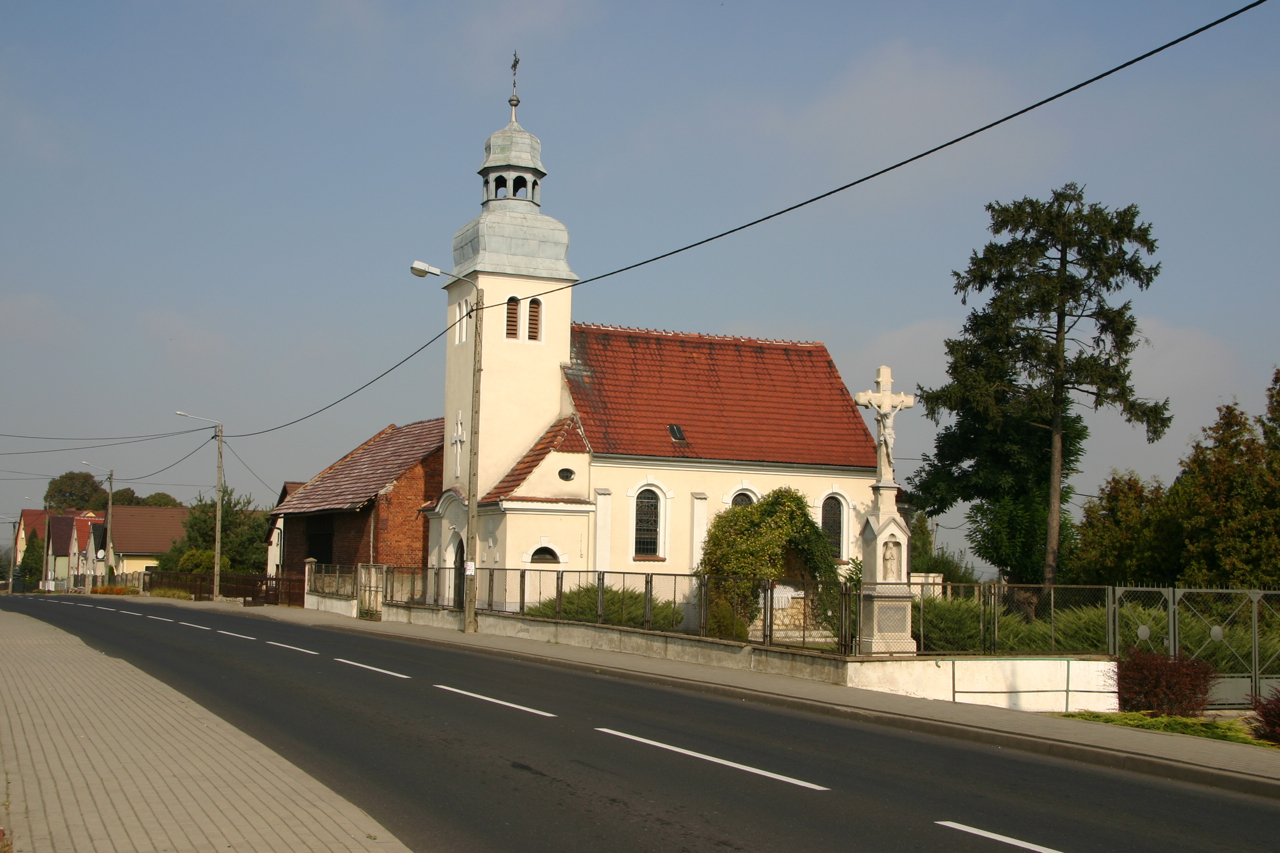
Kościół św. Urbana w Większycach

Początkowo mieszkańcy wsi Większyce należeli przed utworzeniem samodzielnej parafii do istniejącej znacznie wcześniej parafii św. Zygmunta i św. Jadwigi Śląskiej w Koźlu, odległej o około 3 km na wschód od Większyc.
W 1924 wybudowano w Większycach w miejscu pierwszego cmentarza kościół pod wezwaniem św. Urbana, poświęcony w 1925, w którym msze święte w każdą niedzielę i święta kościelne odprawiali duszpasterze z parafii kozielskiej. W 2020 zakończono remont i modernizację tego kościoła oraz przyległego terenu, a koszt oszacowano na 130 tys. zł. 
W związku z rozwojem osadnictwa i stopniowym powiększaniem się ludności wsi zaistniała potrzeba posługi duchowej i powołania samodzielnej parafii. 16 lipca 1981 dekretem bp. Alfonsa Nossola została erygowana parafia pod wezwaniem św. Urbana w Większycach, a jej pierwszym proboszczem został mianowany ks. Leon Kara. W październiku tegoż roku powołano pierwszą radę parafialną. 15 grudnia 1981 do terytorium parafii przyłączono wieś Radziejów z jej wiernymi, wyłączając ją tym samym z terytorium parafii św. Sebastiana w Pokrzywnicy . Ponieważ istniejący kościół św. Urbana był niewielki, by pomieścić w nim coraz to większą liczbę parafian, a powiększenie jego i rozbudowa nie były możliwe, postanowiono wybudować znacznie większy kościół. 
Dzięki staraniom ówczesnego proboszcza parafii kozielskiej ks. Ludwika Rutyny, ks. Leona Kary oraz zaangażowaniu miejscowej ludności wybudowano w latach 1983–1986 nowy kościół pod wezwaniem Najświętszej Maryi Panny Matki Miłosierdzia, który został konsekrowany 15 czerwca 1986 przez bp. Alfonsa Nossola. Wraz z budową kościoła wybudowano również plebanię dla proboszcza. Ponadto blisko kościoła św. Urbana wybudowano na terytorium parafii „Grotę Lurdzką” z figurą Maryi, założoną na pamiątkę objawień w 1858 Matki Bożej we francuskiej miejscowości Lourdes, wizjonerce św. Bernadecie Soubirous. Parafia liczy około 760 wiernych .

## Zasięg parafii
- Radziejów
- Większyce